# Stefan Rusin (piłkarz)
Stefan Rusin (ur. 28 grudnia 1903 w Krakowie, zm. 12 lipca 1970 tamże) – polski piłkarz występujący na pozycji napastnika.
Rusin był wychowankiem Dąbskiego Kraków, z którego trafił do Zwierzynieckiego Kraków (1925–1926). W latach 1926–1927 grał BBSV Bielsko, który opuścił na rzecz Garbarni Kraków. W 1928 roku został zawodnikiem Cracovii, którą reprezentował przez trzy sezony. W „Pasach” zadebiutował 25 marca 1928 roku w wygranym 6:0 meczu z Czarnymi Lwów, zaś pierwsza bramkę strzelił 1 kwietnia 1928 roku w wygranym 2:3 spotkaniu z TKS–em Toruń. W sezonie 1930 Rusin święcił z Cracovią tytuł mistrza Polski, po czym przeszedł do WKS–u 22 pp Siedlce. Po trzech latach wrócił do „Pasów” i zdobył z nimi w sezonie 1934 tytuł wicemistrza Polski. W latach 1935–1938 grał w Okęciu Warszawa, natomiast karierę zakończył w macierzystym Dąbskim Kraków w 1939 roku. Rusin pełnił wówczas w klubie rolę grającego trenera.
Rusin wystąpił w dwóch nieoficjalnych meczach reprezentacji Polski. Pierwszy raz zagrał 2 czerwca 1929 roku w wygranym 5:1 spotkaniu z amatorską reprezentacją Czechosłowacji, zaś 11 maja 1930 wystąpił w przegranym 3:1 meczu z amatorską reprezentacją Węgier.

## Statystyki

### Klubowe
| Sezon | Klub              | Liga   | Liga krajowa | Liga krajowa |
| ----- | ----------------- | ------ | ------------ | ------------ |
| Sezon | Klub              | Liga   | Mecze        | Bramki       |
| 1928  | Cracovia          | I Liga | 13           | 4            |
| 1929  | Cracovia          | I Liga | 11           | 9            |
| 1930  | Cracovia          | I Liga | 6            | 2            |
| 1932  | WKS 22 pp Siedlce | I Liga | 22           | 7            |
| 1933  | WKS 22 pp Siedlce | I Liga | 8            | 4            |
| 1934  | Cracovia          | I Liga | 7            | 4            |
| Razem | Razem             | Razem  | 67           | 30           |

## Sukcesy

### Cracovia
- Mistrzostwo Polski w sezonie 1930
- Wicemistrzostwo Polski w sezonie 1934